# إستر كيلنر
إستر كيلنر (بالإنجليزية: Esther Kellner)‏ (1908 - 1998)؛ روائية أمريكية.